# Silhac
Silhac (Silhac en occitan) est une commune française située dans le département de l'Ardèche en région Auvergne-Rhône-Alpes.

## Géographie

### Situation et description
Positionnée dans la partie centrale du département de l'Ardèche, la commune de Silhac est rattachée à la communauté d'agglomération Privas Centre Ardèche. Petit village, à l'aspect essentiellement rural, son environnement est constitué de moyennes et basses montagnes.

### Communes limitrophes
Silhac est limitrophe de huit communes, toutes situées dans le département de l'Ardèche et réparties géographiquement de la manière suivante :

### Climat
Pour des articles plus généraux, voir Climat d'Auvergne-Rhône-Alpes et Climat de l'Ardèche.
En 2010, le climat de la commune est de type climat méditerranéen altéré, selon une étude du CNRS s'appuyant sur une série de données couvrant la période 1971-2000. En 2020, Météo-France publie une typologie des climats de la France métropolitaine dans laquelle la commune est dans une zone de transition entre le climat de montagne et le climat méditerranéen et est dans la région climatique  Moyenne vallée du Rhône, caractérisée par un bon ensoleillement en été (fraction d’insolation > 60 %), une forte amplitude thermique annuelle (4 à 20 °C), un air sec en toutes saisons, orageux en été, des vents forts (mistral), une pluviométrie élevée en automne (250 à 300 mm). 
Pour la période 1971-2000, la température annuelle moyenne est de 10,3 °C, avec une amplitude thermique annuelle de 17 °C. Le cumul annuel moyen de précipitations est de 1 048 mm, avec 7,7 jours de précipitations en janvier et 5,4 jours en juillet. Pour la période 1991-2020, la température moyenne annuelle observée sur la station météorologique de Météo-France la plus proche, « Vernoux », sur la commune de Vernoux-en-Vivarais à 4 km à vol d'oiseau, est de 11,2 °C et le cumul annuel moyen de précipitations est de 1 203,6 mm,. Pour l'avenir, les paramètres climatiques de la commune estimés pour 2050 selon différents scénarios d'émission de gaz à effet de serre sont consultables sur un site dédié publié par Météo-France en novembre 2022.

### Hydrographie
La Dunière, cours d'eau de 23,6 km et qui longe le territoire communal est un affluent de l'Eyrieux, rivière qui borde la partie méridionale de son territoire.

### Voies de communication
Le territoire de la commune est traversé par la route départementale 23 (RD2).

## Urbanisme

### Typologie
Au 1er janvier 2024, Silhac est catégorisée commune rurale à habitat très dispersé, selon la nouvelle grille communale de densité à 7 niveaux définie par l'Insee en 2022.
Elle est située hors unité urbaine et hors attraction des villes,.

### Occupation des sols
L'occupation des sols de la commune, telle qu'elle ressort de la base de données européenne d’occupation biophysique des sols Corine Land Cover (CLC), est marquée par l'importance des forêts et milieux semi-naturels (57,8 % en 2018), une proportion sensiblement équivalente à celle de 1990 (57,9 %). La répartition détaillée en 2018 est la suivante : forêts (57,8 %), zones agricoles hétérogènes (25,5 %), prairies (16,7 %), milieux à végétation arbustive et/ou herbacée (0,1 %).
L'évolution de l’occupation des sols de la commune et de ses infrastructures peut être observée sur les différentes représentations cartographiques du territoire : la carte de Cassini (XVIIIe siècle), la carte d'état-major (1820-1866) et les cartes ou photos aériennes de l'IGN pour la période actuelle (1950 à aujourd'hui).

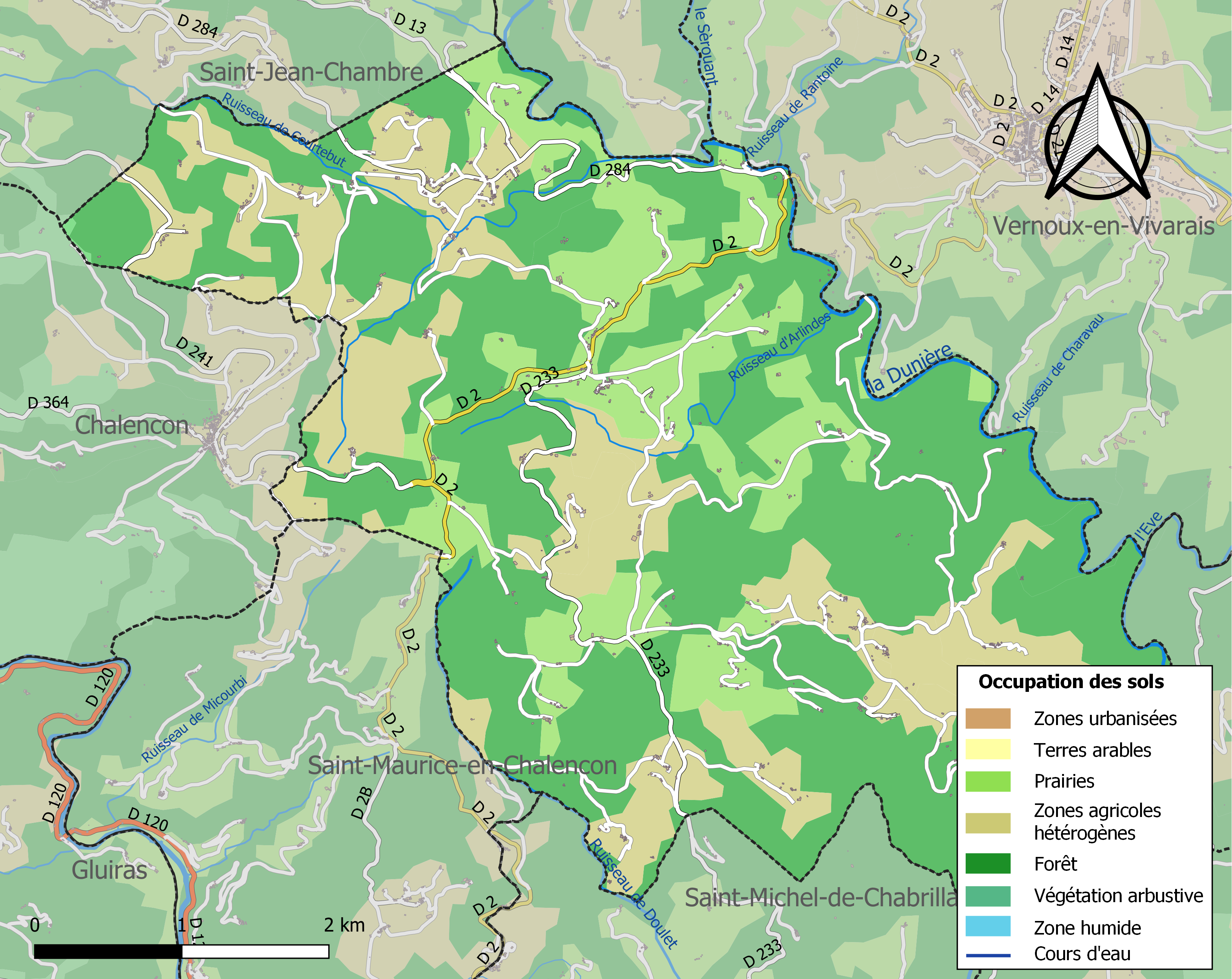
Carte des infrastructures et de l'occupation des sols de la commune en 2018 (CLC).

### Risques naturels

#### Risques sismiques
L'ensemble du territoire de la commune de Silhac est situé en zone de sismicité no 2 (sur une échelle de 5), comme la plupart des communes situées sur le plateau et la montagne ardéchoise.
| Type de zone | Niveau           | Définitions (bâtiment à risque normal) |
| ------------ | ---------------- | -------------------------------------- |
| Zone 2       | Sismicité faible | accélération = 1,1 m/s2                |

## Politique et administration

### Administration municipale
Le conseil municipal de Silhac, commune de moins de 1 000 habitants, est élu au scrutin majoritaire plurinominal à deux tours avec candidatures isolées ou groupées et possibilité de panachage. Compte tenu de la population communale, le nombre de sièges à pourvoir lors des élections municipales de 2020 est de 11. Sur les treize candidats en lice, onze ont été élus dès le premier tour, le 15 mars 2020, avec un taux de participation de 65,68 %.

### Liste des maires
| Période                                  | Période                     | Identité                          | Étiquette | Qualité |
| ---------------------------------------- | --------------------------- | --------------------------------- | --------- | ------- |
| Les données manquantes sont à compléter. |                             |                                   |           |         |
| avant 1995                               | mars 2008                   | André Reyne                       |           |         |
| mars 2008                                | mars 2014                   | Jacky Reyne                       |           |         |
| mars 2014                                | avril 2017[réf. nécessaire] | Arlette Allard                    | SE        |         |
| 2017[réf. nécessaire]                    | mai 2020                    | Fabrice Chirouze[réf. nécessaire] |           |         |
| mai 2020                                 | En cours                    | Philippe Gibaud                   |           |         |

## Population et société

### Démographie
L'évolution du nombre d'habitants est connue à travers les recensements de la population effectués dans la commune depuis 1793. Pour les communes de moins de 10 000 habitants, une enquête de recensement portant sur toute la population est réalisée tous les cinq ans, les populations de référence des années intermédiaires étant quant à elles estimées par interpolation ou extrapolation. Pour la commune, le premier recensement exhaustif entrant dans le cadre du nouveau dispositif a été réalisé en 2007.

En 2022, la commune comptait 399 habitants, en évolution de +9,02 % par rapport à 2016 (Ardèche : +2,48 %, France hors Mayotte : +2,11 %).
| 1793  | 1800  | 1806  | 1821  | 1831  | 1836  | 1841  | 1846  | 1851  |
| ----- | ----- | ----- | ----- | ----- | ----- | ----- | ----- | ----- |
| 1 471 | 1 467 | 1 393 | 1 543 | 1 671 | 1 646 | 1 687 | 1 595 | 1 714 |

| 1856  | 1861  | 1866  | 1872  | 1876  | 1881  | 1886  | 1891  | 1896  |
| ----- | ----- | ----- | ----- | ----- | ----- | ----- | ----- | ----- |
| 1 718 | 1 625 | 1 608 | 1 580 | 1 580 | 1 647 | 1 596 | 1 538 | 1 519 |

| 1901  | 1906  | 1911  | 1921  | 1926  | 1931 | 1936 | 1946 | 1954 |
| ----- | ----- | ----- | ----- | ----- | ---- | ---- | ---- | ---- |
| 1 506 | 1 422 | 1 325 | 1 101 | 1 052 | 954  | 934  | 768  | 771  |

| 1962 | 1968 | 1975 | 1982 | 1990 | 1999 | 2006 | 2007 | 2012 |
| ---- | ---- | ---- | ---- | ---- | ---- | ---- | ---- | ---- |
| 603  | 487  | 353  | 337  | 286  | 312  | 338  | 342  | 370  |

| 2017 | 2022 | - | - | - | - | - | - | - |
| ---- | ---- | - | - | - | - | - | - | - |
| 368  | 399  | - | - | - | - | - | - | - |

### Enseignement
La commune est rattachée à l'académie de Grenoble.

### Médias
Deux organes de presse écrite de niveau régional sont distribués dans la commune :
- L'Hebdo de l'Ardèche

Il s'agit d'un journal hebdomadaire français basé à Valence et diffusé à Privas depuis 1999. Il couvre l'actualité pour tout le département de l'Ardèche.
- Le Dauphiné libéré

Il s'agit d'un journal quotidien de la presse écrite française régionale distribué dans la plupart des départements de l'ancienne région Rhône-Alpes, notamment l'Ardèche. La commune est située dans la zone d'édition du centre-Ardèche (Privas).

### Cultes
La communauté catholique et l'église de Silhac (propriété de la commune) dépendent de la paroisse Saint Basile entre Doux et Dunière qui comprend plusieurs autres communes. Cette paroisse est elle-même rattachée au diocèse de Viviers.

## Culture locale et patrimoine

### Lieux et monuments
- Temple de la Faurie.
- Château du Hautvillard.
- Église Notre-Dame de Silhac.

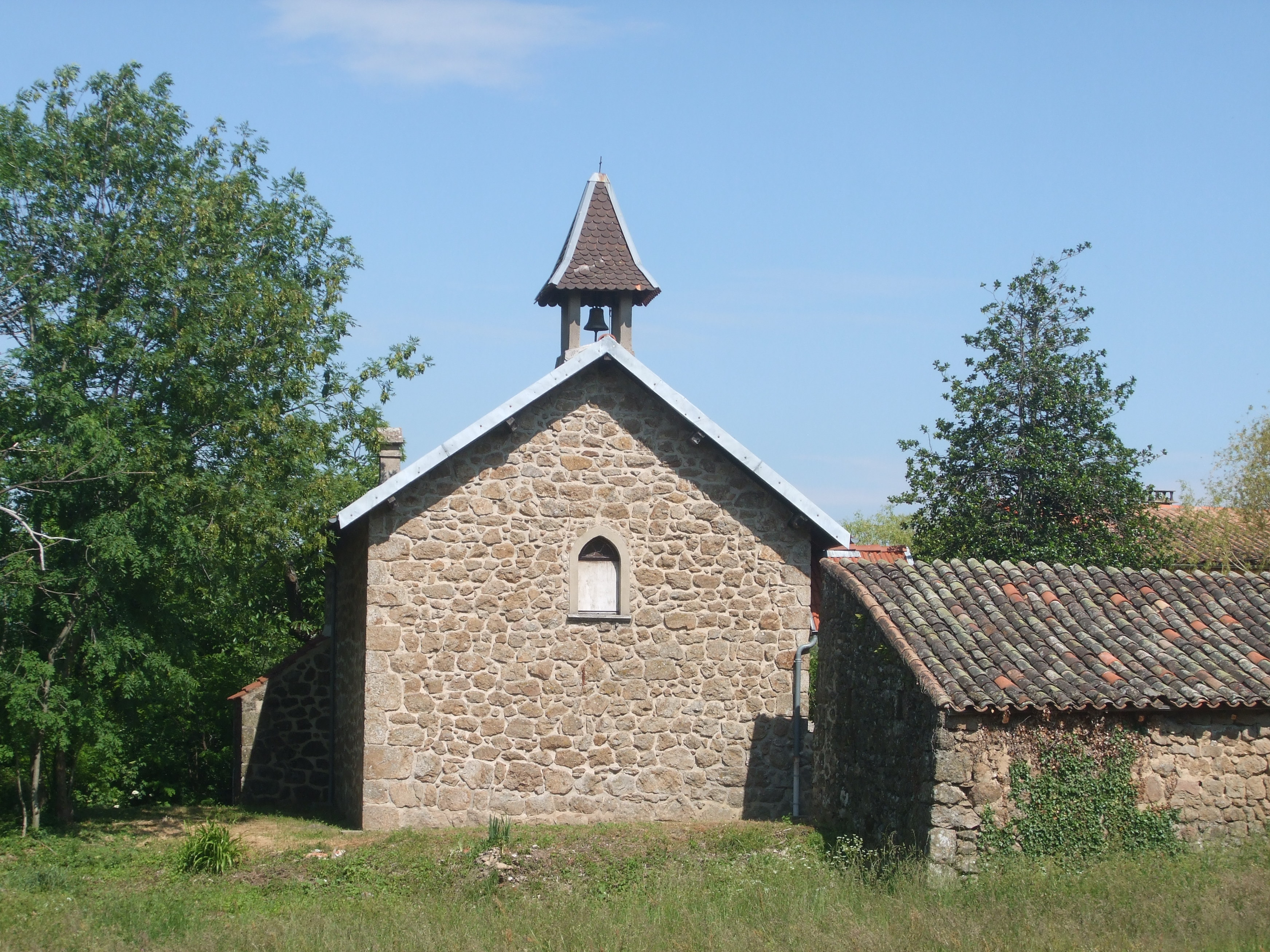
Temple de la Faurie.

- Col de Combéron (681 m) sur la route départementale 2.

### Personnalités liées à la commune.
- Isaac-Étienne Peyrot, homme politique né le 27 avril 1764 à Silhac (Vivarais) et mort le 31 octobre 1848 à Silhac (Ardèche).

Durant la Seconde Guerre mondiale, Marie Reyne, veuve de Samuel Reyne décédé en 1943, décide de se charger de quatre enfants juifs. Trois d'entre eux sont transférés, l'une, Suzanna, reste avec Marie. Suzanna épouse, plus tard Maurice Reyne. Marie Reyne est décédée en 1981, et c'est à titre posthume qu'elle reçoit en juin 2002 la « Médaille des Justes » attribuée par l'État d'Israël.

### Héraldique
|  | Silhac possède des armoiries dont l'origine et le blasonnement exact ne sont pas disponibles. |